# Guerre de Char Bouba
La guerre de Char Bouba ou Charr Boubba, parfois appelée la guerre de Trente Ans, fait référence aux différentes opérations guerrières entre 1644 et 1674 ayant vu la confrontation entre une confédération de tribus Berbères Sanhadja avec les tribus arabes Banu Hassan, branche des Banu Maqil.

## Contexte
L'arrivée des Arabes des Banu Hassan a perturbé les routes commerciales établies de longue date, particulièrement dans l'Adrar. Les Sanhadja ont voulu sauver leur suprématie alors en déclin dans la région en organisant la résistance contre les Arabes.

## Déroulement
Cette guerre eut lieu dans le centre, le sud et le sud-ouest de l'actuelle Mauritanie et jusqu'au nord-ouest du Sahara correspondant à l'actuel Sahara occidental.
Les tribus Sanhadja, avec à leur tête l'imam Nasr Al Din, n'ont pas réussi à faire le poids face aux Arabes. En effet, les Banu Hassan ont acquis une solide expérience avant leur arrivée en territoire maure, tout spécialement au Maghreb où ils étaient connus pour leur pouvoir destructeur. Vaincus sur le champ de bataille, les Sanhadja ont signé le traité de Tin Yedfad d'après lequel ils abandonnent définitivement les armes.

## Conséquences
Les tribus Sanhadjas se scindent alors en deux catégories bien distinctes. D'un côté, les tribus lettrées deviennent des tribus de clercs ou de religieux appelées zaouïa ou tolba. De l'autre côté, les autres tribus deviennent tributaires, appelés znâga. Tandis que les tribus arabes, appelées hassan, deviennent les tribus guerrières et dirigeante. Cette organisation sociale, antérieure à cette guerre, est aménagée au profit des Banu Hassan et elle perdure jusqu'à nos jours en pays maure. En outre, cette guerre est aussi à l'origine de l'arabisation du pays maure ayant eu pour conséquence l'adoption du dialecte hassanya par la majorité des tribus vaincues.